# I Just Want to Make Love to You
I Just Wanna Make Love to You är en blueslåt skriven av Willie Dixon och framförd Muddy Waters 1954. Låten blev en stor hit och nådde nummer på den svarta Billboard-listan.

## Andra versioner
Etta James spelade in en version av "I Just Wanna Make Love to You" till hennes debutalbum At Last! från 1961 och som B-sida till hennes singel "At Last!" som släpptes senare samma år. Den brittiska rockgruppen The Rolling Stones gjorde en cover på sången till deras debutalbum The Rolling Stones (England's Newest Hitmakers) från 1964. Sången släpptes även som B-sida till "Tell Me" som släpptes senare samma år. Artister som Chuck Berry, The Kinks och Foghat har också spelat in låten.